# Derry Wilkie
Derry Wilkie (eigentlich Derek Davis) (* 10. Januar 1941 in Kent Gardens, Toxteth, Liverpool; † 22. Dezember 2001) war ein englischer Musiker.
Seine erste Band ab 1959 war Derry & the Seniors oder Derry and The Seniors, die den Mitgliedern der Band The Silver Beetles (später umbenannt in The Beatles), die ebenso wie Gerry and The Pacemakers 1960 dem Londoner Manager und Konzertveranstalter Larry Parnes im Liverpooler Wyvern Social Club vorspielten, den Weg in Hamburg ebnete (später Howie Casey & the Seniors). 
1963 ging er zu The Pressmen, die sich aber zwei Jahre später trennten. 
Daraufhin gründete er mit dem Saxophonisten Phil Kenzie die Gruppe Derry Wilkie & the Others.